# Cutibacterium acnes
Cutibacterium acnes – Gram-dodatnia, nieprzetrwalnikująca, nieurzęsiona bakteria beztlenowa o kształcie pałeczki. Kolonie cechują się dużym polimorfizmem. Stanowi florę fizjologiczną skóry, układu pokarmowego, oddechowego oraz dróg moczowo-płciowych; u pacjentów z osłabioną odpornością może spowodować zapalenie wsierdzia oraz opon mózgowo-rdzeniowych.
Do niedawna gatunek ten znany był pod nazwą Propionibacterium acnes. W rewizji taksonomicznej Scholza i Kiliana z 2016 roku przeniesiony został do nowego rodzaju Cutibacterium.

## Bakteria a trądzik
Bakteria jest zdolna do przekształcania obecnego w pocie kwasu mlekowego do kwasu propionowego i wykorzystywania go jako źródła energii. Szacuje się, że bakteria wywołuje trądzik młodzieńczy u około 80% osób w wieku 11–30 lat. Chorobotwórczość jest częściowo związana ze zdolnością do wytwarzania lipaz.